# NGC 6632
NGC 6632 é uma galáxia espiral (Sbc) localizada na direcção da constelação de Hercules. Possui uma declinação de +27° 32' 09" e uma ascensão recta de 18 horas, 25 minutos e 03,1 segundos.
A galáxia NGC 6632 foi descoberta em 24 de Junho de 1864 por Albert Marth.